# Квин (Јужна Дакота)
Квин (енгл. Quinn) град је у америчкој савезној држави Јужна Дакота.

## Демографија
По попису из 2010. године број становника је 54, што је 10 (22,7%) становника више него 2000. године.
| Група             | 2000.      | 2010.      |
| Белци             | 41 (93,2%) | 46 (85,2%) |
| Афроамериканци    | 0 (0,0%)   | 0 (0,0%)   |
| Азијати           | 0 (0,0%)   | 1 (1,9%)   |
| Хиспаноамериканци | 0 (0,0%)   | 1 (1,9%)   |
| Укупно            | 44         | 54         |